# 張雲正
張雲正，GBS，JP（1961年11月17日—），曾任香港公務員事務局局長，也曾任香港海關關長，現任保險業監管局行政總監。
張雲正是國際保險監督官協會執行委員會成員和其審計及風險委員會主席，亦是亞洲保險監督官論壇主席。

## 簡歷
張雲正分別在1973年及1978年畢業於聖類斯學校和聖類斯中學。1983年於英國曼徹斯特大學畢業，主修電腦及會計學學士學位，同年10月加入香港政府的政務職系，至2011年4月晉升為首長級甲級政務官，曾任職的政府部門包括前行政立法兩局非官守議員辦事處、前政務總署、前行政立法兩局議員辦事處、前銓敍科、前衞生福利科（首席助理衞生福利司）、前交接儀式統籌處及房屋署。
1998年8月，張雲正出任香港駐新加坡經濟貿易辦事處處長，其後於2001年10月出任工務局副局長，及後於2006年7月出任保險業監理專員，再於2009年9月轉任郵政署長。
2011年9月，張雲正獲任命為香港海關關長，到2015年7月21日，國務院獲任命為公務員事務局局長，其後接替鄧國威，至2017年6月30日卸任，結束34年的政府工作。
2018年8月，張雲正出任保險業監管局行政總監。
2021年11月4日，根據香港01的報導，港島南區黃竹坑香葉道勝利工廠大廈外牆（即保險業監管局辦公室地址對面）被人貼上數十張「大字報」，上面寫上「無良泰加、官逼民反」、「無理斷保、官商勾結」等字句，並印有疑似張雲正的「大頭相」，但眼睛遭畫上黑線。
2022年6月27日，根據香港01的獨家報導，時任保險業監管局主席的張雲正，早前遭舉報與泰加保險有限公司某前高層疑存有利益關係。

## 外部連結
- 兩局長任命公布 （页面存档备份，存于），香港政府新聞網，2015年7月21日
- 政府公布主要官員任免 （页面存档备份，存于），香港政府新聞公報，2015年7月21日

| 官衔          | 官衔                                                 | 官衔            |
| ------------- | ---------------------------------------------------- | --------------- |
| 前任： 鄧國威 | 公務員事務局局長 2015年7月21日－2017年6月30日        | 繼任： 羅智光   |
| 政府职务      |                                                      |                 |
| 前任： 袁銘輝 | 海關關長 2011年9月1日－2015年7月21日                 | 繼任： 鄧忍光   |
| 前任： 陳猷烽 | 郵政署署長 2009年9月1日－2011年8月31日               | 繼任： 丁葉燕薇 |
| 前任： 曹萬泰 | 香港駐新加坡經濟貿易辦事處處長 1998年8月－2001年10月 | 繼任： 鄭偉源   |
| 法定組織職務  |                                                      |                 |
| 前任： 梁志仁 | 保險業監管局行政總監 2018年8月15日－2026年8月14日    | 現任            |